# 수호지 (1970년 영화)
수호지(水湖誌)는 수호전을 배경으로 삼은 1970년에 만들어진 영화이다.
악역 전문 배우 허장강씨가 등장한 영화이다.

## 출연

### 주연
- 박노식
- 허장강
- 이철

## 기타
- 조명: 이석천
- 미술: 노인택